# 假胶皮菌属
假胶皮菌属（学名：Pseudogelopellis）是闭腹菌科下的一个属。

## 下属物种
本属包括以下物种：
- 假胶皮菌 Pseudogelopellis echinoperidium K.Tao & B.Liu